# Prešna Loka
Prešna Loka je naselje v Občini Sevnica.